# 塔斯鏢鱸
塔斯鏢鱸為輻鰭魚綱鱸形目鱸亞目河鱸科的其中一種，被IUCN列為次級保育類動物，分布於美國阿拉巴馬州的田納西河流域，體長可達6.1公分，棲息在植被生長的溪流，屬肉食性，以水生昆蟲、片腳類等為食。